# Bruno Giraldi
Bruno Giraldi (Livorno, 30 gennaio 1907 – Livorno, 11 febbraio 1990) è stato un calciatore italiano, di ruolo mediano.

## Carriera
Giocò per quasi tutta la carriera nel Livorno, con il quale prese parte a diversi campionati di massima divisione ed ai primi due campionati della nascente Serie A a girone unico. Militò anche nel Pontedera.